# まる豊

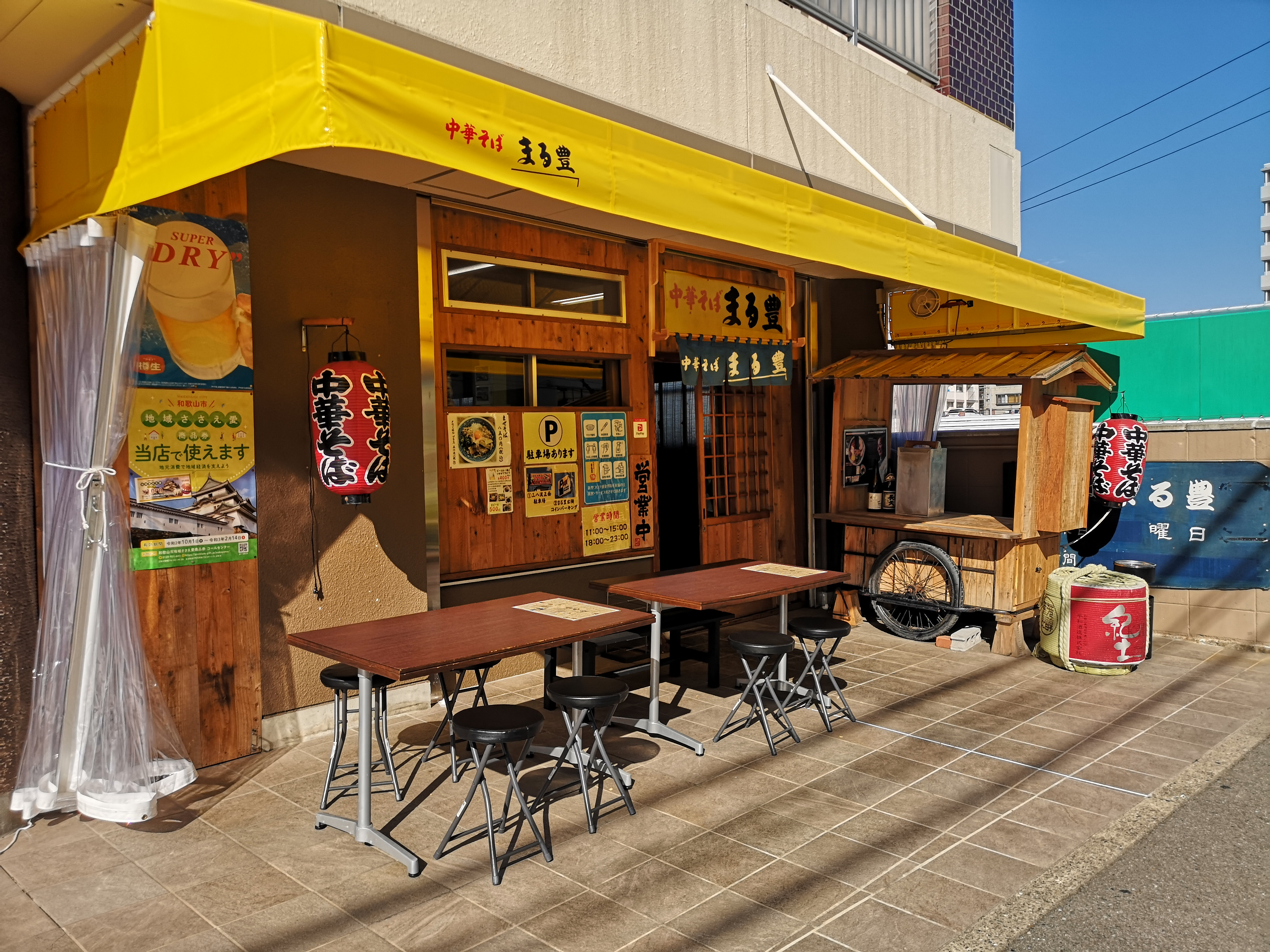
2020年10月時点の3代目店舗

まる豊（まるとよ）はかつて和歌山県和歌山市に店舗を構えていたラーメン店。1982年（昭和57年）に和歌山市有本で創業し、2017年（平成29年）に移転するまでは店が傾いているラーメン店として知られていた。創業者は豊田二郎。

## 沿革
1. 和歌山市有本にあった店舗外観
2. こぼれん棒を使用している写真

会社員であった豊田二郎が脱サラし、1982年（昭和57年）に和歌山市有本615の紀の川の土手沿いにある物置小屋を借り、店舗に改造した。開店当時はカラオケ居酒屋だった。地盤が弱い地に立地していたためか、開店後5年後には地盤沈下で店が傾き始めたという。毎年約1センチメートルずつ傾斜が進み、2015年（平成27年）の時点で傾きは8度まで達した。
この傾きによりラーメンの汁がこぼれるため、客は割り箸をラーメン鉢の下に入れていた。そこで傾き対策として、店主の妻が「こぼれん棒」という長さ10センチ、幅3センチほどの平らな棒をラーメン鉢の下に入れ水平にするものを発案し、傾きを抑える。しかし、「こぼれん棒」だけではまだ不安定だったため、常連客の一人が、カウンターに乗せて傾きを補正する「平板」（たいらいた）を作製し、店に寄贈した。
1990年代に入り、和歌山ラーメンブームで店がマスメディアによって取り上げられると知名度がアップし、全国各地から客が訪れるようになった。
2016年（平成28年）に立ち退きを求められ、2017年（平成28年）6月1日に和歌山市本町9丁目28番に移転開業。看板は旧店舗から移設し、外壁にわざとななめに貼り付けたほか、「こぼれん棒」と「平板」も使用できるようにした。その後、事業は三八波グループに引き継がれ、2020年（令和2年）3月18日、和歌山市黒田に新規移転したが、2023年（令和5年）3月25日に閉店した。

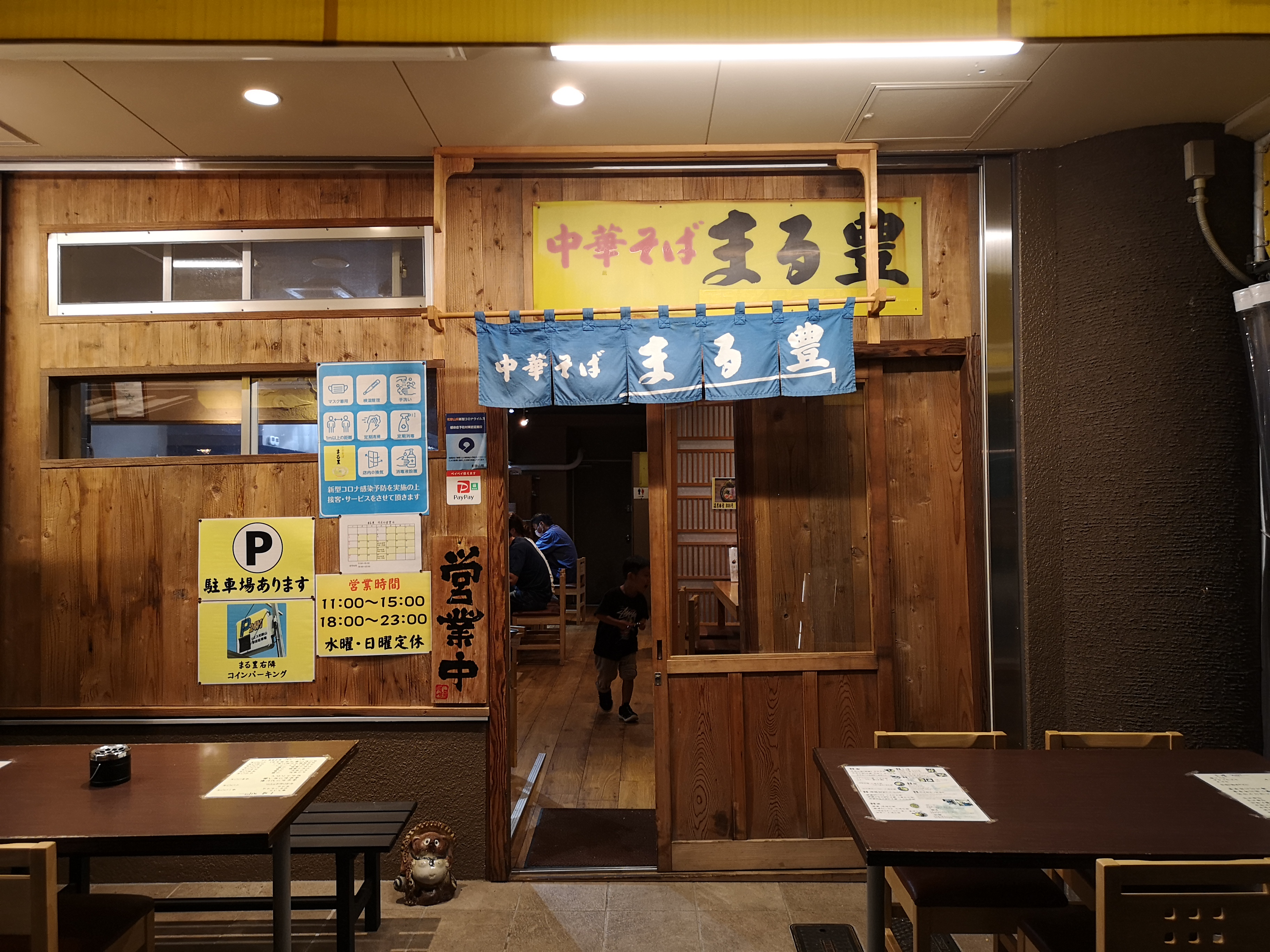
あえて斜めに取り付けられた新店舗の暖簾
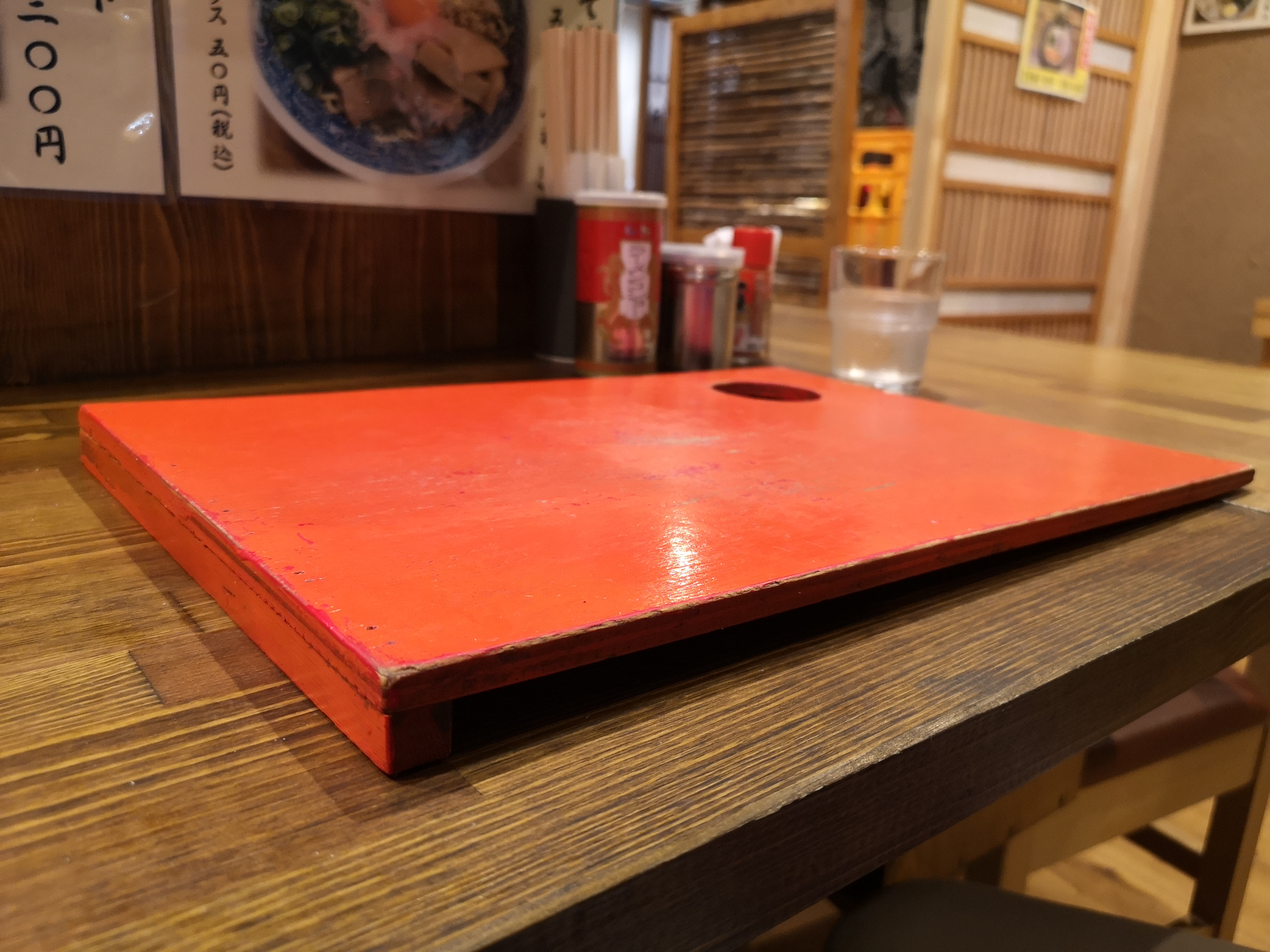
平板（たいらいた）
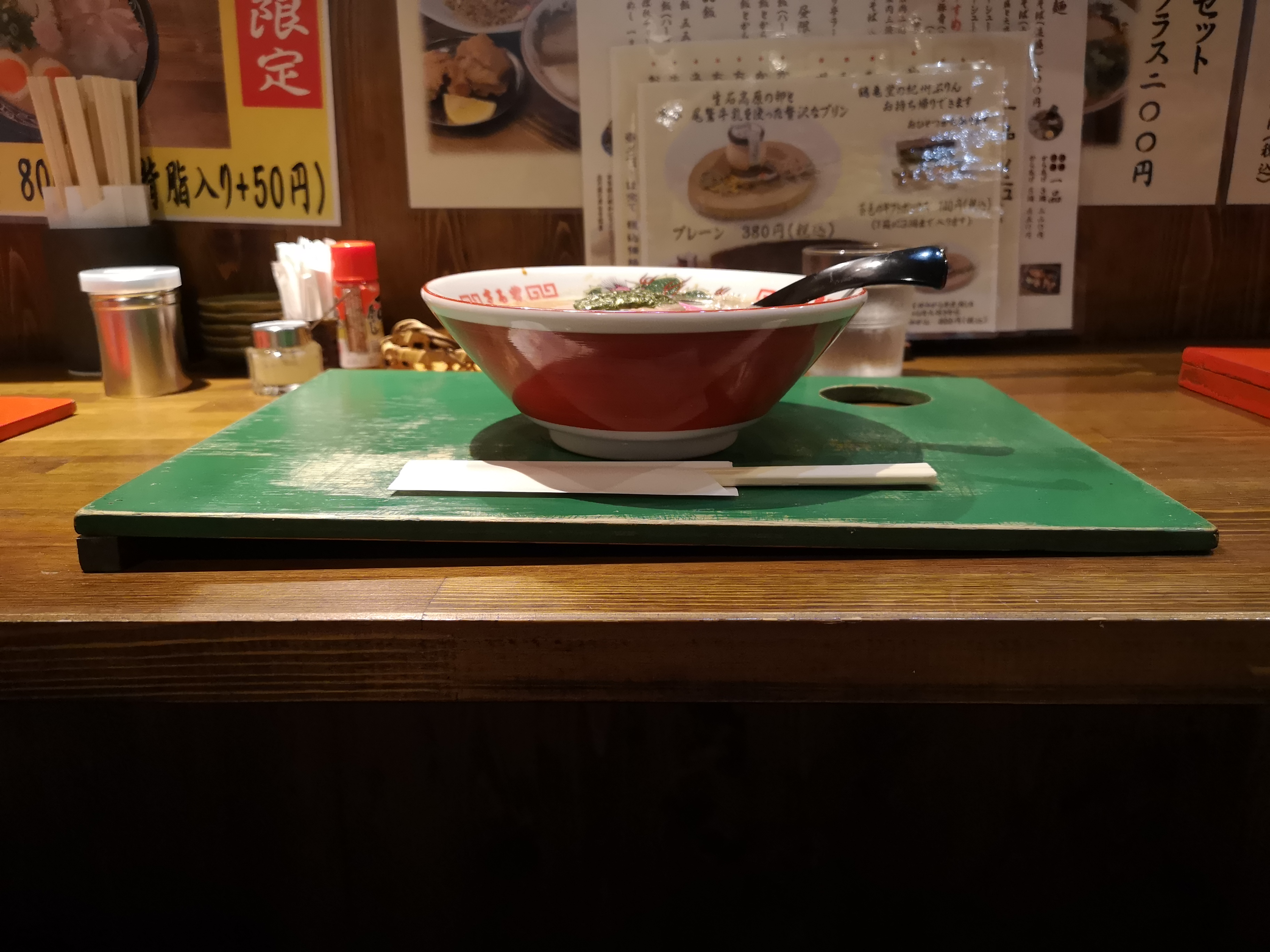
平板を使用した提供